# 사쿠라다 사토시
사쿠라다 사토시(일본어: 櫻田慧, 1937년 1월 19일 ~ 1997년 5월 24일)는 일본의 사업가이다. 그리고 모스버거(모스푸드서비스)를 설립한 기업인으로 유명하며, 초대 모스버거 대표이사에 정식으로 취임한 바 있다. 현재의 모스푸드서비스의 대표이사 사장인 사쿠라다 아쓰시는 자신의 조카이다.
이와테현 오후나토시 출신자로, 1960년 니혼 대학 경제학부를 졸업한 후 SMBC 닛코 증권에 입사하였고, 1972년 닛코 증권에 일하던 3명의 동업자가 합심하여 모스푸드서비스를 창업하여 대표이사 사장으로 취임하였다. 그리고 로스앤젤레스에서 알고 지낸 토미즈가 햄버거를 일본인들의 입맞춤에 걸맞게 개량하여 성공시킨 바 있다. 또한 1993년에는 남수포장을 수여하였다. 그리고 매우 유명한 데리야키버거까지 발명한 요리 전문가로도 등극하였다.